# Anderson Baumgartner
Anderson Baumgartner (Itajaí, 1978) é um empresário brasileiro do ramo da moda. Baumgartne é dono de uma das principais agências de moda do Brasil, a Way Model.

## Biografia
Anderson Baumgartner nasceu em Itajaí, em Santa Catarina, aos 10 anos de idade ficou orfão dos pais, perdeu a mãe devido a um acidente doméstico e o pai faleceu de câncer. Aos 20 anos de idade passou a morar em São Paulo.